# 22 maja
22 maja jest 142. (w latach przestępnych 143.) dniem w kalendarzu gregoriańskim. Do końca roku pozostaje 223 dni.

## Święta
- Imieniny obchodzą: Dorian, Emil, Fulko, Helena, Jan, Julia, Krzesisława, Marcjan, Roman, Ryta, Wiesław, Wiesława i Wisława
- Haiti – Dzień Suwerenności Narodowej
- Jemen – Dzień Jedności
- Martynika – Święto Zniesienia Niewolnictwa
- Polska – Dzień Praw Zwierząt
- Międzynarodowe – Międzynarodowy Dzień Różnorodności Biologicznej[1] (ustanowione przez Zgromadzenie Ogólne ONZ)
- Wspomnienia i święta w Kościele katolickim[2][3] obchodzą:
  - św. Atton (biskup)
  - św. Bazyliszek (męczennik)
  - św. Humilitas (zakonnica)
  - bł. Maria Dominika Brun Barbantini (zakonnica)
  - św. Julia z Korsyki
  - św. Ryta z Cascii (zakonnica)
  - bł. John Forest (męczennik)

## Wydarzenia w Polsce
- 1267 – Mikołaj został mianowany biskupem poznańskim.
- 1317 – Sławno otrzymało prawa miejskie.
- 1364 – Król Kazimierz III Wielki nadał prawa miejskie Skawinie.
- 1404 – Zawarto pokój w Raciążku między Polską i Litwą a zakonem krzyżackim.
- 1501 – Poświęcono kościół św. Anny w Wilnie.
- 1633 – Król Władysław IV Waza osobiście wprowadził dominikanów do ich klasztoru i kościoła w Grodnie.
- 1733 – Sejm konwokacyjny przyjął uchwałę o wykluczeniu kandydatur cudzoziemców do korony polskiej.
- 1792 – Oszmiana otrzymała herb miejski.
- 1815 – Książę warszawski Fryderyk August wydał pożegnalną odezwę do Polaków.
- 1831 – Powstanie listopadowe: zwycięstwo powstańców w bitwie pod Nurem.
- 1842 – Pociąg „Silesia” zainaugurował linię Kolei Górnośląskiej na odcinku Wrocław-Oława (najstarszej na terytorium dzisiejszej Polski).
- 1909 – Założono klub sportowy Concordia Piotrków Trybunalski.
- 1910:
  - Niemiecki pilot Otto Hieronimus odbył pierwszy w historii lot samolotem nad Krakowem.
  - Po kradzieży w październiku 1909 roku koron z obrazu Matki Boskiej Częstochowskiej dokonano jego ponownej koronacji koronami podarowanymi przez papieża Piusa X.
- 1911 – We Lwowie powstały pierwsze 4 drużyny skautowe powołane m.in. przez Andrzeja Małkowskiego. Okres od września 1910 do maja 1911 uważa się za początek ruchu harcerskiego w Polsce.
- 1912 – Na warszawskich Powązkach został pochowany Bolesław Prus.
- 1919 – Wojna polsko-ukraińska: wojska ukraińskie zakończyły oblężenie Lwowa i wycofały się wobec ofensywy Wojska Polskiego.
- 1923 – Zlikwidowano istniejący od końca 1920 roku pas neutralny polsko-litewski – zdemilitaryzowaną strefę pomiędzy Litwą Środkową, później Rzeczpospolitą Polską, a Republiką Litewską.
- 1928 – W Wilnie zakończył się proces 56 członków Białoruskiej Włościańsko-Robotniczej Hromady.
- 1943:
  - Niemcy zlikwidowali getto żydowskie w Przemyślanach pod Lwowem.
  - Żołnierz AK Jan Kryst ps. „Alan“ zastrzelił w warszawskiej restauracji „Adria” trzech oficerów Gestapo, samemu ponosząc śmierć w trakcie akcji.
- 1944 – Oddział UPA przy pomocy ludności ukraińskiej dokonał masakry 120–145 Polaków w Bryńcach Zagórnych w dawnym województwie lwowskim.
- 1948 – Przed Wojskowym Sądem Rejonowym w Warszawie zakończył się proces przywódców Stronnictwa Narodowego.
- 1951 – 21 górników zginęło w pożarze w KWK „Łagiewniki” w Bytomiu.
- 1966 – W Warszawie odsłonięto pomnik Marii Konopnickiej.
- 1967 – Podjęto decyzję o odbudowie Zamku Książąt Głogowskich.
- 1970 – Premiera filmu wojennego Raj na ziemi w reżyserii Zbigniewa Kuźmińskiego.
- 1981 – Założono Polskie Towarzystwo Informatyczne.
- 1983 – Polska zremisowała z ZSRR 1:1 w rozegranym na Stadionie Śląskim w Chorzowie meczu eliminacyjnym do Mistrzostw Europy.
- 1989:
  - Po trwającym 4 lata sporze dokonano rozgraniczenia wód terytorialnych między Polską a NRD.
  - Premiera komedii filmowej Sztuka kochania w reżyserii Jacka Bromskiego.
- 1995 – Z jednodniową pielgrzymką do Polski przybył papież Jan Paweł II. W jej trakcie odprawił mszę św. w Skoczowie i uczestniczył w krótkich spotkaniach z wiernymi w Bielsku-Białej i Żywcu.
- 2002 – Z łódzkiego sądu zbiegł gangster Krzysztof Jędrzejczak ps. „Jędrzej”.
- 2006 – Podczas prac remontowych spłonął dach kościoła św. Katarzyny w Gdańsku. Zabytki i wieżę kościoła uratowano.
- 2009 – Premiera filmu Wojna polsko-ruska w reżyserii Xawerego Żuławskiego.
- 2010 – Sarkofag ze szczątkami Mikołaja Kopernika został uroczyście pochowany w bazylice archikatedralnej we Fromborku.

## Wydarzenia na świecie

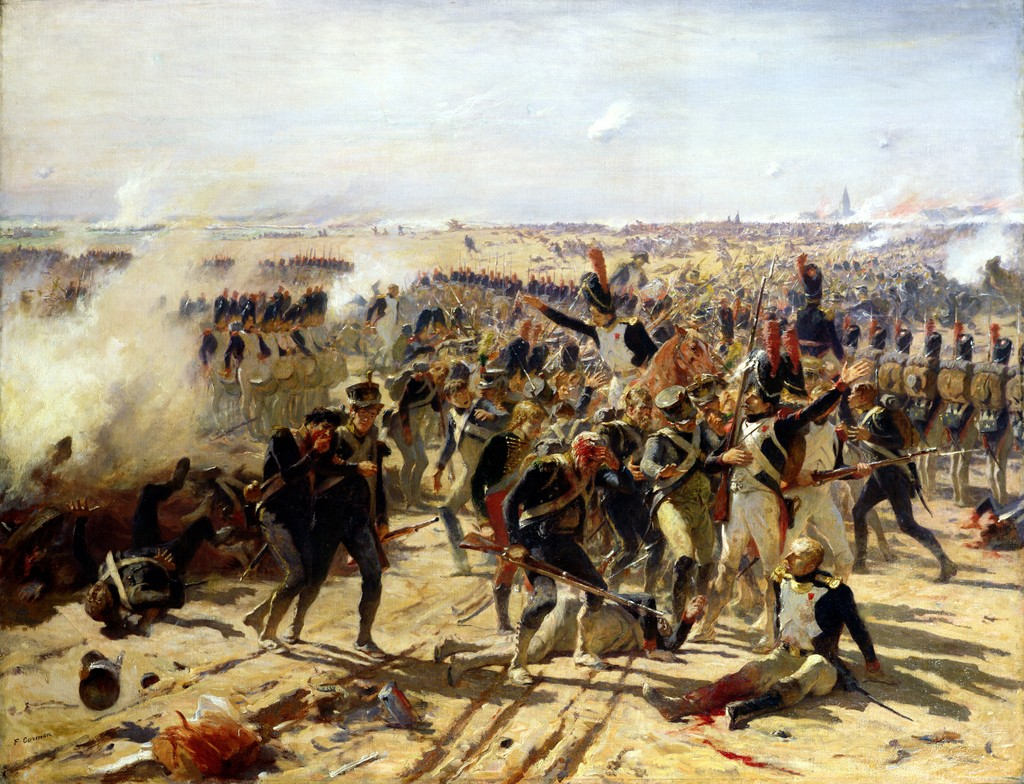
Bitwa pod Aspern (1809) na obrazie Fernanda Cormony

- 334 p.n.e. – Aleksander Macedoński rozpoczął podbój Persji i odniósł zwycięstwo w bitwie nad rzeką Granik w północno-zachodniej Anatolii.
- 853 – Flota bizantyńska zdobyła i zniszczyła egipskie miasto Damietta u ujścia Nilu.
- 964 – Benedykt V został papieżem.
- 1054 – Podczas zjazdu w Kwedlinburgu doszło do ugody granicznej między księciem polskim Kazimierzem I Odnowicielem a księciem czeskim Brzetysławem I.
- 1176 – Drugi nieudany zamach asasynów na Saladyna w czasie oblężenia Azazu.
- 1200 – Podpisano francusko-angielski traktat w Goulet.
- 1246 – Henryk Raspe został wybrany przez część elektorów na antykróla Niemiec.
- 1370 – W związku z pogłoskami o zbezczeszczeniu hostii w synagodze w Brukseli zamordowano od 6 do 20 Żydów, a resztę społeczności żydowskiej wypędzono z miasta.
- 1377 – Papież Grzegorz XI rozesłał do króla Anglii Edwarda III, arcybiskupa Canterbury, biskupa Londynu, kanclerza królewskiego i Uniwersytetu Oksfordzkiego 5 kopii swojej bulli, skierowanej przeciwko teologowi i reformatorowi Kościoła Johnowi Wycliffe’owi.
- 1455 – Zwycięstwo Yorków w I bitwie pod St Albans – początek wojny Dwóch Róż.
- 1499 – Wojna austriacko-szwajcarska: zwycięstwo Związku Miast Szwajcarskich w bitwie pod Calven.
- 1519 – Spłonął doszczętnie kościół św. Marcelego w Rzymie.
- 1526 – We francuskim Cognac została zawiązana Święta Liga skierowana przeciwko cesarzowi Karolowi V Habsburgowi.
- 1614 – Król Danii Chrystian IV Oldenburg założył miasto Kristianstad w dzisiejszej południowej Szwecji.
- 1629 – Wojna trzydziestoletnia: podpisano traktat pokojowy w Lubece na mocy którego Dania wystąpiła z koalicji antyhabsburskiej.
- 1640 – W Katalonii wybuchło antyhiszpańskie powstanie, tzw. wojna żeńców.
- 1643 – Wojna trzydziestoletnia: wojska szwedzkie złupiły i spaliły czeski Bakov nad Jizerou.
- 1653 – W trakcie wojny o tron mołdawski stoczono bitwę pod Focșani.
- 1654 – Zwodowano angielską fregatę III rangi HMS „Resolution”.
- 1762:
  - Wojna siedmioletnia: w Hamburgu podpisano prusko-szwedzki traktat pokojowy.
  - W Rzymie została odsłonięta fontanna di Trevi.
- 1766 – W wyniku trzęsienia ziemi w Stambule zginęło ok. 4 tys. osób.
- 1794 – I koalicja antyfrancuska: zwycięstwo wojsk austriacko-brytyjsko-hanowerskich nad francuskimi w bitwie pod Tournay.
- 1808 – W okolicy wsi Stonařov koło Igławy w Czechach spadł deszcz meteorytów.
- 1807 – Były wiceprezydent USA Aaron Burr został oskarżony (wraz z Jonathanem Daytonem i Harmanem Blennerhassettem) o zdradę państwa poprzez przygotowanie secesji kilku stanów i próbę utworzenia nowego państwa na wschodzie. Sprawa zakończyła się uniewinnieniem.
- 1809 – V koalicja antyfrancuska: zwycięstwo wojsk austriackich nad francuskimi w bitwie pod Aspern.
- 1813 – W Wenecji odbyła się premiera opery Włoszka w Algierze Gioacchina Rossiniego.
- 1815 – Duński następca tronu książę Chrystian ożenił się z Karoliną Amelią.
- 1856 – Niemiecki astronom Hermann Goldschmidt odkrył planetoidę (41) Daphne.
- 1859 – Franciszek II Burbon został królem Obojga Sycylii.
- 1863 – Wojna secesyjna: wojska Unii rozpoczęły oblężenie Port Hudson w Luizjanie.
- 1874 – Ernest Courtot de Cissey został premierem Francji.
- 1875 – Albert Barnes Steinberger został pierwszym premierem Samoa.
- 1881 – Została odkryta kometa długookresowa C/1881 K1.
- 1886 – Król Portugalii Karol I Dyplomata ożenił się z Amelią Orleańską.
- 1892 – W Göteborgu rozegrano pierwszy w historii Szwecji oficjalny mecz piłki nożnej (Örgryte IS-IS Lyckans Soldate 1:0).
- 1898 – Założono niemiecki klub piłkarski SV Darmstadt 98.
- 1900 – Niemieccy astronomowie Max Wolf i Arnold Schwassmann odkryli planetoidę (455) Bruchsalia.
- 1902:
  - 128 górników zginęło w wyniku eksplozji w kopalni węgla kamiennego w Fernie w kanadyjskiej prowincji Kolumbia Brytyjska.
  - W amerykańskim stanie Oregon utworzono Park Narodowy Jeziora Kraterowego.
- 1909 – Ustanowiono flagę Australii.
- 1911:
  - W Paryżu została założona Międzynarodowa Federacja Kynologiczna.
  - Założono serbską organizację konspiracyjną Czarna Ręka.
- 1915:
  - 226 osób zginęło, a 246 zostało rannych w zderzeniu trzech pociągów w południowej Szkocji.
  - Erupcja wulkanu Lassen Peak w paśmie Gór Kaskadowych w Kalifornii.
- 1918 – Dokonano oblotu brytyjskiego bombowca Handley Page V/1500.
- 1922 – Uważany za ojca współczesnej klimatyzacji Amerykanin Willis Carrier zaprezentował działanie nowego urządzenia chłodniczego ze sprężarką odśrodkową.
- 1923 – W Wielkiej Brytanii powstał pierwszy rząd Stanleya Baldwina.
- 1927:
  - 200 tys. osób zginęło w trzęsieniu ziemi o sile 8,6 stopnia w skali Richtera w chińskiej prowincji Qinghai.
  - W mieście Meksyk założono klub piłkarski Cruz Azul.
- 1936 – W ZSRR zainaugurowała rozgrywki najwyższa liga piłkarska.
- 1937 – Wielki terror: w czasie konferencji okręgowej organizacji partyjnej w Kujbyszewie aresztowano, pod zarzutami szpiegostwa i uczestnictwa w organizacji kontrrewolucyjnej, marszałka ZSRR Michaiła Tuchaczewskiego.
- 1939 – Niemcy i Włochy podpisały w Berlinie tzw. Pakt stalowy.
- 1940 – Kampania francuska: rozpoczęły się: bitwa o Boulogne i bitwa o Calais.
- 1941 – II wojna światowa w Afryce: wojska brytyjskie wyzwoliły okupowane przez Włochów Soddo w Etiopii.
- 1942 – Meksyk wypowiedział wojnę państwom Osi.
- 1945 – Wojna na Pacyfiku: zwycięstwem wojsk australijsko-nowozelandzkich nad japońskimi zakończyła się bitwa nad rzeką Hongorai (17 kwietnia-22 maja) w czasie walk o Wyspę Bougainville’a.
- 1946:
  - Saadi Mounla został premierem Libanu.
  - Shigeru Yoshida został premierem Japonii.
- 1947 – Przeprowadzono pierwszą próbę amerykańskiego pocisku balistycznego krótkiego zasięgu MGM-5 Corporal.
- 1948:
  - I wojna izraelsko-arabska: rozpoczęła się bitwa o Ramat Rachel.
  - Rozpoczęła się masowa deportacja Litwinów (operacja „Wiosna”).
- 1950 – Celâl Bayar został prezydentem, a Adnan Menderes premierem Turcji.
- 1957 – Adolf Schärf został prezydentem Austrii.
- 1959 – Hubert Maga został premierem Dahomeju (Beninu).
- 1960:
  - Silne trzęsienie ziemi nawiedziło południowe Chile, a wywołane nim fale tsunami spowodowały zniszczenia na Hawajach, w Japonii i na Filipinach.
  - W Izraelu wylądował samolot linii El Al z porwanym w Argentynie przez agentów Mosadu nazistowskim zbrodniarzem Adolfem Eichmannem.
- 1962 – 45 osób zginęło pod Centerville w stanie Iowa w wyniku wybuchu bomby na pokładzie lecącego z Chicago do Kansas City Boeinga 707 linii Continental Airlines. Jak wykazało śledztwo, bombę zdetonował jeden z pasażerów, który wcześniej ubezpieczył się wysoko na życie.
- 1967 – W pożarze domu towarowego „Innovation” w Brukseli zginęły 323 osoby, a 150 zostało rannych.
- 1968 – Atomowy okręt podwodny USS „Scorpion” zatonął wraz z 99-osobową załogą 740 km na południowy zachód od portugalskiego archipelagu Azorów.
- 1970 – 12 osób (w tym 9 dzieci) zginęło, a 25 zostało rannych w ataku palestyńskich terrorystów na autobus szkolny w pobliżu Awiwim na północy Izraela.
- 1971 – Około tysiąca osób zginęło w trzęsieniu ziemi w prowincji Bingöl we wschodniej Turcji.
- 1972:
  - Cejlon został proklamowany republiką, zmieniając jednocześnie nazwę kraju na Sri Lanka.
  - Richard Nixon jako pierwszy prezydent USA przybył z oficjalną wizytą do Moskwy.
- 1973 – Pracujący w Xerox PARC amerykański informatyk Robert Metcalfe opublikował notatkę opisującą koncepcję sieci Ethernet.
- 1974 – Utworzono największy na świecie Park Narodowy Grenlandii o powierzchni 972 000 km².
- 1980 – Ukazała się gra komputerowa Pac-Man.
- 1981 – Brytyjski seryjny morderca Peter Sutcliffe został skazany na dożywotnie pozbawienie wolności.
- 1985:
  - Libańska wojna domowa: 55 osób zginęło w wybuchu samochodu-pułapki w Bejrucie.
  - Premiera filmu akcji Rambo II w reżyserii George’a Pana Cosmatosa.
- 1987:
  - Radziecka interwencja w Afganistanie: rozpoczęła się bitwa pod Arghandabem.
  - Reprezentujący ZSRR Ormianin Robert Emmijan ustanowił w Cachkadzorze obowiązujący do dziś rekord Europy w skoku w dal (8,86 m).
- 1988 – Reprezentant NRD Ulf Timmermann ustanowił w Chanii na Krecie rekord świata w pchnięciu kulą (23,06 m), jako pierwszy przekraczając granicę 23 metrów.
- 1990:
  - Jemen Północny i Jemen Południowy przyjęły deklarację zjednoczeniową tworząc Republikę Jemeńską.
  - Microsoft wprowadził na rynek system operacyjny Windows 3.0.
- 1992:
  - Bośnia i Hercegowina, Chorwacja i Słowenia przystąpiły do ONZ.
  - Prezydenci Lech Wałęsa i Boris Jelcyn podpisali w Moskwie polsko-rosyjski traktat o przyjaźni i dobrosąsiedzkiej współpracy.
- 1998 – W referendach w Irlandii i Irlandii Północnej zostało zatwierdzone tzw. porozumienie wielkopiątkowe.
- 2000 – Izrael wycofał wojska z południowego Libanu.
- 2002:
  - Dokonano oblotu bojowego, bezzałogowego aparatu latającego Boeing X-45.
  - W Pradze odsłonięto Pomnik Ofiar Komunizmu.
- 2004:
  - Manmohan Singh został premierem Indii.
  - W katedrze Almudena w Madrycie odbył się ślub hiszpańskiego następcy tronu Filipa i dziennikarki Letycji Ortiz Rocasolano.
- 2005 – W wyborach prezydenckich w Mongolii zwyciężył Nambaryn Enchbajar.
- 2006 – Wybuchła afera dopingowa w kolarstwie szosowym.
- 2007 – 6 osób zginęło, a ponad 80 zostało rannych w zamachu bombowym przed centrum handlowym w Ankarze.
- 2008 – 46 żołnierzy zginęło w zderzeniu ich konwoju z cysterną na północy Nigerii.
- 2010 – 158 osób zginęło, a 8 zostało rannych w katastrofie Boeinga 737 linii Air India w mieście Mangaluru.
- 2011:
  - 161 osób zginęło, a około 900 zostało rannych w wyniku przejścia trąby powietrznej nad Joplin w amerykańskim stanie Missouri.
  - Talibowie podczas ataku na bazę w Karaczi zniszczyli dwa z czterech posiadanych przez Pakistan Navy morskich samolotów rozpoznawczych Lockheed P-3 Orion.
- 2013 – Wojna domowa w Kolumbii: 10 żołnierzy zginęło w zamachu bombowym przeprowadzonym przez rebeliantów z Armii Wyzwolenia Narodowego (ELN) w miejscowości Chitagá przy granicy z Wenezuelą.
- 2014:
  - 43 osoby (w tym 4 napastników) zginęły, a ponad 90 zostało rannych w ataku z wykorzystaniem ładunków wybuchowych rzucanych z dwóch samochodów na targowisko w Urumczi, stolicy zamieszkanego głównie przez Ujgurów regionu autonomicznego Sinciang w zachodnich Chinach.
  - Gen. Prayuth Chan-ocha sformował Narodową Radę Pokoju i Utrzymania Porządku, zawiesił konstytucję i ogłosił przejęcie władzy w Tajlandii.
- 2015:
  - Dokonano oblotu prototypu amerykańskiego śmigłowca rozpoznawczego Sikorsky S-97.
  - W Irlandii jako pierwszym kraju na świecie zalegalizowano małżeństwa osób tej samej płci poprzez referendum.
- 2017 – 22 osoby zginęły, a ponad 800 zostało rannych w samobójczym zamachu bombowym przed halą widowiskowo-sportową Manchester Arena w Manchesterze, dokonanym przez islamskiego terrorystę po zakończeniu koncertu amerykańskiej wokalistki Ariany Grande.
- 2019 – Ersin Tatar został premierem Cypru Północnego.
- 2020 – Należący do Pakistan International Airlines Airbus A320-214 rozbił się podczas drugiej próby podejścia do lądowania na lotnisku w Karaczi, w wyniku czego śmierć poniosło 97 osób (90 pasażerów i 7 członków załogi) spośród 99 osób na pokładzie.
- 2021 – 21 biegaczy zginęło, a 8 odniosło obrażenia w wyniku nagłego uderzenia wiatru i marznącego deszczu w czasie biegu ultramaratońskiego na dystansie 100 km w chińskiej prowincji Gansu.
- 2023 – Inwazja Rosji na Ukrainę: walczące po stronie ukraińskiej Rosyjski Korpus Ochotniczy i Legion Wolność Rosji dokonały rajdu na rosyjski obwód biełgorodzki.

## Eksploracja kosmosu
- 1969 – Podczas misji Apollo 10 moduł księżycowy Snoopy z dwoma astronautami na pokładzie odłączył się od modułu dowodzenia i przeleciał 15 km nad powierzchnią Księżyca.
- 2012 – Amerykańska rakieta Falcon 9 wyniosła na orbitę okołoziemską kapsuły z prochami astronauty Gordona Coopera i aktora Jamesa Doohana.

## Urodzili się
- 1545 – Karol Krzysztof Podiebradowicz, książę ziębicki i oleśnicki (zm. 1569)
- 1622 – Louis de Buade de Frontenac, francuski dowódca wojskowy, polityk (zm. 1698)
- 1636 – Ferdynand Albert I Brunswick-Lüneburg, książę Brunszwiku-Beveren (zm. 1687)
- 1665 – Magnus Stenbock, szwedzki hrabia, dowódca wojskowy (zm. 1717)
- 1694 – Daniel Gran, austriacki malarz (zm. 1757)
- 1711 – Guillaume Du Tillot, włoski polityk pochodzenia francuskiego (zm. 1774)
- 1715 – François-Joachim de Pierre de Bernis, francuski duchowny katolicki, polityk (zm. 1794)
- 1733 – Hubert Robert, francuski malarz (zm. 1808)
- 1742 – Józef Maria Gros, francuski duchowny katolicki, męczennik, błogosławiony (zm. 1792)
- 1753 – Jan Chrzciciel Dubois, francuski przyrodnik, literat i bibliotekarz działający w Polsce (zm. 1808)
- 1762 – Henry Bathurst, brytyjski arystokrata, polityk (zm. 1834)
- 1768 – Marie Victor Nicolas de Fay de La Tour Maubourg, francuski generał, polityk (zm. 1850)
- 1770 – Elżbieta Hanowerska, księżniczka brytyjska (zm. 1840)
- 1772 – Ram Mohan Roy, indyjski pisarz, publicysta, reformator społeczny i religijny (zm. 1833)
- 1777 – Ludwik Maria de Borbón y Vallabriga, hiszpański arystokrata, duchowny katolicki, arcybiskup Sewilli i Toledo, kardynał, prymas i regent Hiszpanii (zm. 1823)
- 1778 – Joaquín Abarca, hiszpański duchowny katolicki, biskup Leónu (zm. 1844)
- 1783 – William Sturgeon, brytyjski inżynier elektryk (zm. 1850)
- 1798 – Alexander McDonnell, irlandzki szachista (zm. 1835)
- 1801 – Marek Antoni Durando, włoski lazarysta, błogosławiony (zm. 1880)
- 1802 – Louis Vivien de Saint-Martin, francuski geograf (zm. 1897)
- 1804 – Jonathan Pereira, brytyjski lekarz, aptekarz pochodzenia żydowskiego (zm. 1853)
- 1807 – Károly Brocky, węgierski malarz (zm. 1855)
- 1808 – Gérard de Nerval, francuski poeta, eseista, krytyk teatralny, tłumacz, wolnomularz (zm. 1855)
- 1811 – Henry Pelham-Clinton, brytyjski arystokrata, polityk (zm. 1864)
- 1813 – Richard Wagner, niemiecki kompozytor, dyrygent, teoretyk muzyki (zm. 1883)
- 1814 – Hermann zu Wied, niemiecki arystokrata, polityk (zm. 1864)
- 1820:
  - Alexander Ernst Fesca, niemiecki kompozytor, pianista (zm. 1849)
  - Worthington Whittredge, amerykański malarz (zm. 1910)
- 1821 – Karl Elze, niemiecki historyk literatury angielskiej (zm. 1889)
- 1825 – James Duggan, amerykański duchowny katolicki pochodzenia irlandzkiego, biskup Chicago (zm. 1899)
- 1826 – Julian Adam Majewski, polski oficer, inżynier budownictwa lądowego i wodnego (zm. 1920)
- 1828 – Angelo Di Pietro, włoski kardynał (zm. 1914)
- 1831 – Henry Vandyke Carter, brytyjski anatom, chirurg, rysownik (zm. 1897)
- 1837 – Stanisław Kośmiński, polski okulista, historyk medycyny (zm. 1883)
- 1841 – Catulle Mendès, francuski poeta, prozaik, dramaturg (zm. 1909)
- 1844 – Mary Cassatt, amerykańska malarka, graficzka pochodzenia francuskiego (zm. 1926)
- 1847 – Modest Andlauer, francuski jezuita, misjonarz, męczennik, święty (zm. 1900)
- 1848 – Fritz von Uhde, niemiecki malarz (zm. 1911)
- 1849 – Louis Perrier, szwajcarski polityk (zm. 1913)
- 1850 – Anna von Bernd, śląska filantropka (zm. 1922)
- 1851:
  - Adolf Lesser, niemiecki lekarz, profesor medycyny sądowej (zm. 1926)
  - Antonín Cyril Stojan, czeski duchowny katolicki, arcybiskup ołomuniecki i metropolita morawski, Sługa Boży (zm. 1923)
- 1852 – Moritz Auffenberg, austro-węgierski generał, polityk, minister wojny (zm. 1928)
- 1856 – François Gonnessiat, francuski astronom (zm. 1934)
- 1858 – Jurij Pilk, serbołużycki historyk, kompozytor (zm. 1926)
- 1859 – Arthur Conan Doyle, szkocki pisarz, lekarz, spirytysta, wolnomularz (zm. 1930)
- 1860 – Feliks Konopasek, polski kompozytor, dyrygent (zm. 1930)
- 1862:
  - Teofila Certowicz, polska rzeźbiarka (zm. 1917/18)
  - Hans Schmaus, niemiecki lekarz patolog, wykładowca akademicki (zm. 1905)
- 1863 – Josephine Diebitsch Peary, amerykańska badaczka Arktyki (zm. 1955)
- 1868:
  - Meri Te Tai Mangakāhia, nowozelandzka feministka pochodzenia maoryskiego (zm. 1920)
  - Augusto Pestana, brazylijski inżynier, polityk (zm. 1934)
- 1871 – Konstantin Kołokolnikow, rosyjski duchowny prawosławny, polityk (zm. 1929)
- 1872 – Feliks Przypkowski, polski lekarz, astronom amator, kolekcjoner (zm. 1951)
- 1874 – Daniel F. Malan, południowoafrykański duchowny kalwiński, polityk, premier Związku Południowej Afryki (zm. 1959)
- 1876 – Nikołaj Matwiejew, radziecki polityk (zm. 1951)
- 1878 – Medard Downarowicz, polski polityk, poseł na Sejm RP, minister skarbu państwa oraz ochrony kultury i sztuk pięknych (zm. 1934)
- 1879:
  - Wanda Kossakowa, polska pianistka, pedagog (zm. 1960)
  - Symon Petlura, ukraiński dowódca wojskowy, polityk, prezydent Ukraińskiej Republiki Ludowej (zm. 1926)
- 1880 – Jan Błaszczak, polski rolnik, polityk, poseł na Sejm RP (zm. 1957)
- 1881 – Antoni Józef Śmieszek, polski językoznawca, egiptolog (zm. 1943)
- 1882:
  - Jan Cynarski, polski działacz socjalistyczny, historyk (zm. 1943)
  - Hugo Häring, niemiecki architekt (zm. 1958)
  - Władimir Izdebski, rosyjski rzeźbiarz, malarz, krytyk sztuki pochodzenia polskiego (zm. 1965)
- 1885:
  - Maurice Bardonneau, francuski kolarz torowy i szosowy (zm. 1958)
  - Hans Lukaschek, niemiecki urzędnik państwowy, nadburmistrz Zabrza (zm. 1960)
  - Giacomo Matteotti, włoski polityk (zm. 1924)
  - Soemu Toyoda, japoński admirał (zm. 1957)
- 1886 – Werner Otto von Hentig, niemiecki pisarz, dyplomata, działacz państwowy (zm. 1984)
- 1887:
  - Frederick Gilmore, amerykański bokser (zm. 1969)
  - Frank Nelson, amerykański lekkoatleta, tyczkarz (zm. 1970)
  - Aleksander Rylke, polski komandor porucznik (zm. 1968)
- 1888:
  - Sigvard Hultcrantz, szwedzki strzelec sportowy (zm. 1955)
  - Karol Rómmel, polski podpułkownik kawalerii, jeździec sportowy (zm. 1967)
- 1889:
  - Feliks Andrzejewski, polski rzemieślnik, samorządowiec, polityk, poseł na Sejm RP, żołnierz AK, członek WiN (zm. 1946)
  - Innocenty (Tichonow), rosyjski biskup prawosławny (zm. 1937)
- 1890:
  - Pierre Canivet, francuski curler (zm. 1982)
  - Justin Simonds, australijski duchowny katolicki, arcybiskup Hobart i arcybiskup metropolita Melbourne (zm. 1967)
- 1891 – Johannes Becher, niemiecki poeta, krytyk literacki, redaktor, polityk (zm. 1958)
- 1892:
  - Gladys Anslow, amerykańska fizyk, wykładowczyni akademicka (zm. 1969)
  - Hans Gollnick, niemiecki generał (zm. 1970)
  - Jerzy Misiński, polski kapitan administracji, lekkoatleta, działacz i dziennikarz sportowy, prezes PZLA (zm. 1944)
  - Konstanty Strawiński, polski zoolog, entomolog, wykładowca akademicki (zm. 1966)
- 1893 – Bronisław Knaster, polski matematyk, wykładowca akademicki (zm. 1980)
- 1894:
  - Ireneusz (Đorđević), serbski biskup prawosławny (zm. 1952)
  - Friedrich Pollock, niemiecki socjolog, filozof (zm. 1970)
- 1895 – Tadeusz Michejda, polski architekt, powstaniec śląski (zm. 1955)
- 1896 – Józefa Chrobot, polska nazaretanka, męczennica, błogosławiona (zm. 1943)
- 1897:
  - Stanisław Ossowski, polski socjolog, psycholog społeczny, metodolog nauk społecznych, teoretyk kultury, wykładowca akademicki (zm. 1963)
  - Dick Sigmond, holenderski piłkarz (zm. 1950)
  - Henryk Zakrzewski, polski działacz spółdzielczy, polityk, prezydent Gdyni (zm. 1973)
- 1898:
  - Sijtse Jansma, holenderski przeciągacz liny (zm. 1977)
  - Władysław Kapuściński, polski fizyk, wykładowca akademicki (zm. 1979)
  - Aaron A. Wyn, amerykański wydawca pochodzenia żydowskiego (zm. 1967)
- 1899 – Oskar Hammelsbeck, niemiecki pedagog (zm. 1975)
- 1900 – Adolf Cieślik, polski polityk, poseł na Sejm Ustawodawczy (zm. 1990)
- 1901:
  - Deogracias Palacios, hiszpański misjonarz, męczennik, błogosławiony (zm. 1936)
  - Dagmar Salén, szwedzka żeglarka sportowa (zm. 1980)
  - Eleonora Słobodnikowa, polska tłumaczka (zm. 1986)
  - Jan Zamoyski, polski malarz, scenograf (zm. 1986)
- 1902:
  - Halina Maria Dąbrowolska, polska pisarka (zm. 1962)
  - Nils Rosén, szwedzki piłkarz (zm. 1951)
- 1903 – Robert Selfelt, szwedzki jeździec sportowy (zm. 1987)
- 1904:
  - Pierino Gabetti, włoski sztangista (zm. 1971)
  - Piotr Sobolewski, radziecki aktor (zm. 1977)
- 1905:
  - Leonid Martynow, rosyjski poeta (zm. 1980)
  - Juliusz Sakowski, polski dyplomata, wydawca, felietonista, eseista (zm. 1977)
  - Vilém Závada, czeski poeta (zm. 1982)
- 1906 – Nikołaj Dudorow, radziecki polityk (zm. 1977)
- 1907:
  - Luiz Gervazoni, brazylijski piłkarz (zm. 1963)
  - Hergé, belgijski rysownik komiksów (zm. 1983)
  - Stanisław Kaliszewski, polski nauczyciel, dziennikarz, publicysta (zm. 1983)
  - Arnie Oliver, amerykański piłkarz, trener (zm. 1993)
  - Laurence Olivier, brytyjski aktor, reżyser teatralny (zm. 1989)
- 1908 – Herbert Simoleit, niemiecki duchowny katolicki, przeciwnik i ofiara nazizmu (zm. 1944)
- 1909:
  - Marian Czuchnowski, polski poeta, prozaik, dziennikarz (zm. 1991)
  - Gieorgij Stiepanow, radziecki polityk (zm. 1996)
- 1910:
  - Nikon (Fomiczow), rosyjski biskup prawosławny (zm. 1995)
  - Lola Gjoka, albańska pianistka (zm. 1985)
- 1911:
  - Héctor Freschi, argentyński piłkarz, bramkarz (zm. 1993)
  - Michaił Jefriemow, radziecki polityk (zm. 2000)
  - Violet Olney, brytyjska lekkoatletka, sprinterka (zm. 1999)
  - Else Pappenheim, austriacko-amerykańska neurolog, psychiatra, psychoanalityk (zm. 2009)
- 1912:
  - Herbert C. Brown, amerykański chemik, laureat Nagrody Nobla pochodzenia brytyjskiego (zm. 2004)
  - Christian Lente, francuski kolarz torowy i szosowy (zm. 1990)
- 1913:
  - Nikita Bogosłowski, rosyjski kompozytor, dyrygent (zm. 2004)
  - Carolina Tronconi, włoska gimnastyczka (zm. 2008)
- 1914:
  - Lipman Bers, amerykański matematyk, wykładowca akademicki pochodzenia łotewskiego (zm. 1993)
  - Ernst de Jonge, holenderski wioślarz (zm. 1944)
  - Helena Jamontt, polska prawniczka, działaczka Falangi, żołnierz AK, uczestniczka powstania warszawskiego (zm. 1944)
  - Nikołaj Makarow, radziecki konstruktor broni strzeleckiej (zm. 1988)
  - Helena Michalik, polska superstulatka, najstarsza żyjąca Polka (zm. 2024)
  - Puck Oversloot, holenderska pływaczka (zm. 2009)
  - Vance Packard, amerykański dziennikarz, krytyk społeczeństwa (zm. 1996)
  - Adolf Pilch, polski major, żołnierz AK (zm. 2000)
  - Sun Ra, amerykański pianista jazzowy, kompozytor (zm. 1993)
  - Edward A. Thompson, brytyjski historyk, wykładowca akademicki pochodzenia irlandzkiego (zm. 1994)
- 1915:
  - Anna Augustyn, polska mistyczka katolicka (zm. 1980)
  - Joe Barzda, amerykański kierowca wyścigowy (zm. 1993)
  - Mikołaj Matwijewicz, polski generał brygady (zm. 2001)
  - Bazyli (Rodzianko), rosyjski biskup prawosławny (zm. 1999)
- 1916:
  - Rupert Davies, brytyjski aktor (zm. 1976)
  - Ludwik Fischer, polski działacz narciarski, sędzia międzynarodowy (zm. 1977)
  - Władysław Jachimowicz, polski harcerz, architekt, malarz (zm. 1943)
- 1919:
  - Peter Howson, australijski polityk (zm. 2009)
  - Anna Koźmińska, polska Sprawiedliwa wśród Narodów Świata (zm. 2021)
  - Edwin Leather, brytyjski polityk pochodzenia kanadyjskiego (zm. 2005)
  - Paul Vanden Boeynants, belgijski polityk, premier Belgii (zm. 2001)
- 1920:
  - Thomas Gold, amerykański astrofizyk, wykładowca akademicki (zm. 2004)
  - George Howard, brytyjski arystokrata, wojskowy, polityk, prezes BBC (zm. 1984)
  - Mykoła Hryńko, ukraiński aktor (zm. 1989)
  - Boris Uszakow, radziecki polityk (zm. 1992)
- 1921:
  - Gustav Brom, czeski klarnecista jazzowy, dyrygent, kompozytor (zm. 1995)
  - Władimir Kutuzow, rosyjski operator dźwięku (zm. 2010)
- 1922:
  - Claude Ballif, francuski kompozytor, teoretyk muzyki, pedagog (zm. 2004)
  - Fania Brancowska, litewska nauczycielka, bibliotekarka, statystyk, uczestniczka ruchu oporu pochodzenia żydowskiego (zm. 2024)
  - José Craveirinha, mozambicki dziennikarz, poeta (zm. 2003)
  - Atilio François, urugwajski kolarz szosowy i torowy (zm. 1997)
  - Antoni Misiak, polski włókiennik, działacz PTTK (zm. 1974)
- 1923:
  - Edward Małolepszy, polski technik włókiennik, polityk, poseł na Sejm PRL (zm. 2017)
  - Miklós Vidor, węgierski autor literatury dziecięcej, tłumacz, dziennikarz (zm. 2003)
- 1924:
  - Charles Aznavour, francuski kompozytor, piosenkarz, aktor pochodzenia ormiańskiego (zm. 2018)
  - Aleksander Dubiński, polski turkolog, orientalista pochodzenia karaimskiego (zm. 2002)
  - Gloria Lloyd, amerykańska aktorka, modelka (zm. 2012)
- 1925:
  - Eduardo Kucharski, hiszpański koszykarz, trener (zm. 2014)
  - Mirosław Podsiadło, polski polityk, poseł na Sejm RP (zm. 2004)
- 1926:
  - Ludomir Mączka, polski żeglarz, podróżnik, jachtowy kapitan morski (zm. 2006)
  - Andrzej Zaborowski, polski architekt, malarz (zm. 2002)
- 1927:
  - Szymon Kobyliński, polski grafik, rysownik, karykaturzysta, satyryk, historyk, scenograf (zm. 2002)
  - Hubert Luthe, niemiecki duchowny katolicki, biskup Essen (zm. 2014)
  - Peter Matthiessen, amerykański pisarz (zm. 2014)
  - George Olah, amerykański chemik, laureat Nagrody Nobla pochodzenia węgierskiego (zm. 2017)
- 1928:
  - Robert A. Frosch, amerykański naukowiec, administrator NASA (zm. 2020)
  - Zygmunt Głuszek, polski dziennikarz, działacz sportowy, uczestnik powstania warszawskiego (zm. 2022)
  - Kazimierz Michałek-Gorgoń, polski lekkoatleta, sprinter i wieloboista (zm. 2016)
- 1929:
  - Jaroslav Dietl, czeski pisarz, scenarzysta filmowy (zm. 1985)
  - Sergio Mantovani, włoski kierowca wyścigowy (zm. 2001)
  - Jaromír Obzina, czechosłowacki polityk komunistyczny (zm. 2003)
  - Władysław Wołoszyn, polski duchowny katolicki, jezuita, duszpasterz akademicki (zm. 2021)
- 1930:
  - Kenny Ball, brytyjski trębacz jazzowy (zm. 2013)
  - Tadeusz Chromik, polski jezuita (zm. 2021)
  - Jan Ciszewski, polski dziennikarz i komentator sportowy (zm. 1982)
  - Marisol Escobar, amerykańska rzeźbiarka pochodzenia wenezuelskiego (zm. 2016)
  - Dieuwke de Graaff-Nauta, holenderska nauczycielka, działaczka samorządowa, polityk (zm. 2008)
  - Harvey Milk, amerykański polityk (zm. 1978)
- 1931:
  - Seweryn Jaworski, polski opozycjonista i działacz związkowy
  - Czesław Olech, polski matematyk, wykładowca akademicki (zm. 2015)
  - Tadeusz A. Zieliński, polski muzykolog, krytyk muzyczny (zm. 2012)
- 1932:
  - Jan Burchart, polski geolog, wykładowca akademicki (zm. 2024)
  - Marian Kochman, polski chemik, wykładowca akademicki (zm. 2024)
  - Maria Mączyńska, polska łuczniczka
  - Robert Spitzer, amerykański psychiatra (zm. 2015)
- 1933:
  - Chen Jingrun, chiński matematyk, wykładowca akademicki (zm. 1996)
  - Don Estelle, brytyjski aktor, piosenkarz (zm. 2003)
  - Dalimil Klapka, czeski aktor (zm. 2022)
  - Andrzej Mankiewicz, polski lekkoatleta, wieloboista, trener (zm. 2024)
  - Irina Kołpakowa, rosyjska tancerka baletowa
- 1934 – Lajos Kiss, węgierski kajakarz (zm. 2014)
- 1935:
  - Bellino Ghirard, francuski duchowny katolicki, biskup Rodez
  - Léon Kengo Wa Dondo, zairski i kongijski polityk, premier Zairu pochodzenia polsko-żydowskiego
  - Bertil Nyström, szwedzki zapaśnik
- 1936:
  - Sonny Carson, amerykański działacz społeczny (zm. 2002)
  - Ivan Kolář, czeski matematyk, wykładowca akademicki (zm. 2020)
  - Don Shead, brytyjski kierowca wyścigowy (zm. 2024)
- 1937:
  - Facundo Cabral, argentyński piosenkarz (zm. 2011)
  - Guy Marchand, francuski aktor, piosenkarz (zm. 2023)
  - Hubert Orłowski, polski germanista
  - Wiktor Poniedielnik, rosyjski piłkarz, trener, dziennikarz sportowy (zm. 2020)
- 1938:
  - Richard Benjamin, amerykański aktor, reżyser filmowy
  - Wiesław Maniak, polski lekkoatleta, sprinter (zm. 1982)
  - Susan Strasberg, amerykańska aktorka (zm. 1999)
  - Ingvar Svahn, szwedzki piłkarz (zm. 2008)
- 1939:
  - Stanisław Cejrowski, polski animator i działacz jazzowy (zm. 2009)
  - Francisco González Valer, amerykański duchowny katolicki, biskup pomocniczy Waszyngtonu (zm. 2024)
  - Paul Winfield, amerykański aktor (zm. 2004)
- 1940:
  - Ole Krøier, duński kolarz szosowy
  - Ole Stavrum, norweski piłkarz
  - Jacek Vieth, polski polityk, poseł na Sejm RP (zm. 2020)
- 1941:
  - Willie Chan, malezyjski producent filmowy (zm. 2017)
  - Wincenty Myszor, polski duchowny katolicki, patrolog, koptolog, znawca tekstów gnostyckich (zm. 2017)
  - Peter Schnittger, niemiecki trener piłkarski
- 1942:
  - Roger Brown, amerykański koszykarz (zm. 1997)
  - Ted Kaczynski, amerykański matematyk, terrorysta pochodzenia polskiego (zm. 2023)
  - Barbara Parkins, kanadyjska aktorka, piosenkarka, tancerka, fotografka
  - Antonio Michele Stanca, włoski genetyk (zm. 2020)
- 1943:
  - Marie-Françoise Audollent, francuska aktorka (zm. 2008)
  - Kurt Bendlin, niemiecki lekkoatleta, wieloboista (zm. 2024)
  - Francesco Cacucci, włoski duchowny katolicki, arcybiskup Bari-Bitonto
  - Gesine Schwan, niemiecka polityk
  - Czesław Studnicki, polski piłkarz (zm. 2022)
  - Elisabeth Williams, północnoirlandzka pacyfistka, laureatka Pokojowej Nagrody Nobla (zm. 2020)
- 1944:
  - Christopher Browning, amerykański historyk
  - John Flanagan, australijski pisarz
  - Eugeniusz Majchrzak, polski muzyk, kompozytor, dyrygent, kierownik muzyczny (zm. 2016)
  - Momčilo Perišić, serbski generał, polityk
- 1945:
  - Piero Ferrari, włoski inżynier
  - Leroy Sherrier Lewis, kostarykański piłkarz, trener (zm. 2021)
  - Taras Szulatycki, ukraiński piłkarz, trener (zm. 2000)
  - Sérgio Vágner Valentim, brazylijski piłkarz, bramkarz
- 1946:
  - George Best, północnoirlandzki piłkarz (zm. 2005)
  - Stuart Gallacher, walijski rugbysta (zm. 2014)
  - Howard Kendall, angielski piłkarz, trener (zm. 2015)
  - Francesco Montenegro, włoski duchowny katolicki, arcybiskup Agrigento, kardynał
  - Ludmiła Żurawlowa, ukraińska astronom
- 1947:
  - Joseph McFadden, amerykański duchowny katolicki, biskup Harrisburga (zm. 2013)
  - Christine Stückelberger, szwajcarska jeźdźczyni sportowa
- 1948:
  - Elżbieta Chojna-Duch, polska prawnik, wykładowczyni akademicka, polityk
  - Florea Dumitrache, rumuński piłkarz (zm. 2007)
  - David Levy, kanadyjski astronom-amator
- 1949:
  - Gabriella Cristiani, włoska montażystka filmowa
  - Nancy Hollister, amerykańska polityk
  - Valentin Inzko, austriacki polityk, dyplomata pochodzenia słoweńskiego
  - Vladimír Vondráček, czeski kolarz szosowy
- 1950:
  - Alekos Alawanos, grecki ekonomista, polityk
  - Michio Ashikaga, japoński piłkarz
  - Marek Dmytrow, polski gitarzysta, kompozytor, realizator dźwięku (zm. 2017)
  - Libor Radimec, czeski piłkarz
  - Leszek Stafiej, polski dziennikarz, tłumacz literatury angielskiej, przedsiębiorca
  - Bernie Taupin, brytyjski poeta, autor tekstów piosenek
- 1951:
  - Kenneth Bianchi, amerykański seryjny morderca
  - Aleksandr Griebieniuk, rosyjski lekkoatleta, wieloboista
  - Mečys Laurinkus, litewski polityk, dyplomata
  - Zofia Mariak, polska okulistka
  - Wiesław Sławik, polski aktor
- 1952:
  - Gert Möller, szwedzki lekkoatleta, płotkarz i sprinter
  - Stanisław Pawlak, polski samorządowiec, polityk, poseł na Sejm RP
  - Aldona Wojciechowska, polska nauczycielka i etnografka
- 1953:
  - Cha Bum-kun, południowokoreański piłkarz, trener
  - Bernd Eckstein, niemiecki skoczek narciarski
  - Paul Mariner, angielski piłkarz, trener (zm. 2021)
  - Stanisław Nowakowicz, polski generał dywizji
  - Cezary Piasecki, polski lekarz, polityk, poseł na Sejm RP
  - Rafał Sztencel, polski matematyk, publicysta, tłumacz (zm. 2008)
- 1954:
  - Věra Bílá, czeska piosenkarka pochodzenia romskiego (zm. 2019)
  - Shūji Nakamura, japoński fizyk, laureat Nagrody Nobla
  - Leszek Winder, polski gitarzysta, kompozytor
- 1955:
  - Jerry Dammers, brytyjski muzyk, kompozytor, członek zespołu The Specials
  - Dennis de Jong, holenderski polityk, dyplomata
  - Anna Młynik-Shawcross, polska lekarka, działaczka opozycji antykomunistycznej
  - Vicente Juan Segura, hiszpański duchowny katolicki, biskup Ibizy, biskup pomocniczy Walencji (zm. 2024)
- 1956:
  - Al Corley, amerykański aktor, reżyser, piosenkarz
  - Ramón Alfredo Dus, argentyński duchowny katolicki, arcybiskup Resistencii
  - Claudio Rissi, argentyński aktor (zm. 2024)
  - Natasha Shneider, rosyjska wokalistka, członkini zespołu Eleven (zm. 2008)
  - Iwo Zaniewski, polski malarz, fotografik, reżyser, dyrektor artystyczny agencji reklamowej
- 1957:
  - Shinji Morisue, japoński gimnastyk sportowy
  - Lisa Murkowski, amerykańska polityk pochodzenia polsko-irlandzkiego
  - Anne Grete Preus, norweska wokalistka i gitarzystka rockowa (zm. 2019)
- 1958:
  - Wayne Johnston, kanadyjski pisarz
  - Leung Sui Wing, hongkoński piłkarz, trener
  - Piotr Walerych, polski polityk, poseł na Sejm RP
- 1959:
  - Glen Adam, nowozelandzki piłkarz
  - David Blatt, amerykański koszykarz, trener pochodzenia żydowskiego
  - Kenneth Brylle, duński piłkarz
  - Linda Emond, amerykańska aktorka
  - Martyn Jacques, brytyjski wokalista, muzyk, autor tekstów, członek zespołu The Tiger Lillies
  - Czesława Kościańska, polska wioślarka
  - Marek Kubski, polski malarz, multiinstrumentalista, kompozytor, pisarz, satyryk
  - Kwak Jae-young, południowokoreański reżyser i scenarzysta filmowy
  - Andres Luure, estoński filozof, semiotyk, tłumacz, wikipedysta
  - Morrissey, brytyjski piosenkarz, autor tekstów
- 1960:
  - Hideaki Anno, japoński reżyser filmów animowanych
  - Roger Casale, brytyjski polityk
- 1961:
  - Rolando Chilavert, paragwajski piłkarz
  - Dan Frost, duński kolarz szosowy i torowy
  - Michael Kostroff, amerykański aktor
- 1962:
  - William Castro, urugwajski piłkarz
  - Tim Daggett, amerykański gimnastyk
  - Wiesław Rygiel, polski samorządowiec, polityk, poseł na Sejm RP
  - John Sarbanes, amerykański polityk
- 1963:
  - Maja Gojković, serbska polityk, przewodnicząca Zgromadzenia Narodowego
  - Lee Sang-ho, południowokoreański zapaśnik
  - David Schneider, brytyjski aktor
- 1964:
  - Mark Christopher Lawrence, amerykański aktor, komik
  - Józef Warchoł, polski kick-boxer, bokser, zawodnik MMA (zm. 2015)
- 1965:
  - Fanis Christodulu, grecki koszykarz
  - Majia Usowa, rosyjska łyżwiarka figurowa, trenerka
  - Theresa Zabell, hiszpańska żeglarka sportowa, polityk
- 1966:
  - Francisco Blake Mora, meksykański polityk (zm. 2011)
  - Robert Dudzik, polski aktor
  - Kenny Hickey, amerykański gitarzysta, wokalista, członek zespołów Type O Negative i Seventh Void
- 1967:
  - Christophe Gagliano, francuski judoka
  - Brooke Smith, amerykańska aktorka
  - Gundars Vētra, łotewski koszykarz, trener
  - Rafał Wnuk, polski historyk, politolog, muzealnik, wykładowca akademicki
- 1968:
  - Randy Brown, amerykański koszykarz, trener, działacz sportowy
  - Marek Konkolewski, polski funkcjonariusz policji
  - Igor Lediachow, rosyjski piłkarz, trener
  - Graham Linehan, irlandzki aktor, reżyser i scenarzysta filmowy
  - Gabriel Mendoza, chilijski piłkarz
  - Helena Mikołajczyk, polska biathlonistka, biegaczka narciarska
  - Dariusz Rzeźniczek, polski piłkarz
- 1969:
  - Carlos Aguilera, hiszpański piłkarz
  - Michael Kelly, amerykański aktor
  - Cathy McMorris Rodgers, amerykańska polityk
- 1970:
  - Mark Bingham, amerykański specjalista w zakresie public relations (zm. 2001)
  - Naomi Campbell, brytyjska aktorka, modelka, piosenkarka
  - Pedro Diniz, brazylijski kierowca wyścigowy
  - Zoltan Lunka, niemiecki bokser pochodzenia rumuńskiego
  - Monika Maciejewska, polska szpadzistka, florecistka
  - Jozo Matovac, szwedzki piłkarz pochodzenia chorwackiego
  - Pollen Ndlanya, południowoafrykański piłkarz
  - Ayberk Pekcan, turecki aktor (zm. 2022)
  - Natalja Piermiakowa, białoruska biathlonistka
  - Marco Rudolph, niemiecki bokser
  - Bogdan Święczkowski, polski prawnik, prokurator, polityk, podsekretarz stanu w Ministerstwie Sprawiedliwości, prokurator krajowy, prezes TK
  - Guillermo Toledo, hiszpański aktor, producent filmowy, teatralny i telewizyjny
  - Guillaume Warmuz, francuski piłkarz, bramkarz pochodzenia polskiego
  - Monika Wierzbicka, polska piosenkarka, aktorka
- 1971:
  - Bożena Antoniak, ukraińska językoznawczyni, slawistka, leksykografka, wydawczyni, tłumaczka
  - Magda Femme, polska piosenkarka, kompozytorka, autorka tekstów
  - MC Eiht, amerykański raper
  - Marcin Karas, polski filozof, wykładowca akademicki
  - Gintautas Kindurys, litewski inżynier, polityk
  - Nabil Salihi, tunezyjski zapaśnik
  - Przemysław Skalik, polski szachista
  - Aleksandra Szymkowiak, polska koszykarka
  - Jakub Weigel, polski wokalista, gitarzysta, kompozytor, autor tekstów, członek zespołów: KAT, Qbek, Harlem, Mr Slide Band i Bandaż Elastyczny
- 1972:
  - Anke Baier, niemiecka łyżwiarka szybka
  - Anna Belknap, amerykańska aktorka
  - Malin Björk, szwedzka feministka, polityk, eurodeputowana
  - Wojciech Błach, polski aktor
  - Alison Eastwood, amerykańska aktorka, reżyserka, modelka, projektantka mody
  - Dżawad Gharib, marokański lekkoatleta, maratończyk
  - Konstantin Landa, rosyjski szachista, trener (zm. 2022)
  - David Tonzar, czeski duchowny Czechosłowackiego Kościoła Husyckiego, biskup diecezji praskiej, teolog, wykładowca akademicki
- 1973:
  - Yannick Bru, francuski rugbysta
  - Steffen Højer, duński piłkarz
  - Magdalena Hudzieczek-Cieślar, polska śpiewaczka operowa (sopran), pedagog, dziennikarka
  - Donell Jones, amerykański piosenkarz, autor tekstów, producent muzyczny
  - Nikolaj Lie Kaas, duński aktor
  - Bartłomiej Kominek, polski pianista, pedagog
  - Sergiusz Pinkwart, polski pisarz, podróżnik
  - Rafał Rutkowski, polski aktor
  - Sonu Sood, indyjski aktor
  - Danny Tiatto, australijski piłkarz pochodzenia włoskiego
  - Pascal Touron, francuski wioślarz
- 1974:
  - Arsenij Jaceniuk, ukraiński ekonomista, przedsiębiorca, polityk, minister spraw zagranicznych, przewodniczący Rady Najwyższej i premier Ukrainy
  - Gordana Kovačević, serbska koszykarka (zm. 2009)
  - Garba Lawal, nigeryjski piłkarz
  - Daniel Nannskog, szwedzki piłkarz pochodzenia amerykańskiego
  - Andriej Nazarow, rosyjski hokeista
  - Seda Noorlander, holenderska tenisistka
  - Henrietta Ónodi, węgierska gimnastyczka
  - Anna Szarek, polska wiolonczelistka
- 1975:
  - Pablo Chacón, argentyński bokser
  - Mikołaj Chylak, polski malarz, pedagog
  - Jo’az Hendel, izraelski historyk, dziennikarz, polityk
  - Agnieszka Jaskółka, polska aktorka niezawodowa, modelka
  - Yuri Kane, rosyjski didżej, producent muzyczny
  - Sandra Kociniewski, francuska siatkarka pochodzenia polskiego
  - Frantz Kruger, południowoafrykański lekkoatleta, dyskobol
  - Robert Luty, polski perkusista, członek zespołu Poluzjanci
  - Robert Mikołajczak, polski żużlowiec
  - Janne Niinimaa, fiński hokeista
  - Janne Tuohino, fiński kierowca rajdowy
  - Jacek Zaleśny, polski politolog, prawnik, wykładowca akademicki
- 1976:
  - Hildegard Bentele, niemiecka politolog, polityk, eurodeputowana
  - Daniel Erlandsson, szwedzki perkusista, członek zespołów Arch Enemy i Carcass
  - Daniel Mesotitsch, austriacki biathlonista
- 1977:
  - Faouzi El Brazi, marokański piłkarz
  - Tarmo Mitt, estoński judoka, strongman
  - Jean-Christophe Péraud, francuski kolarz szosowy, górski i przełajowy
  - Rafał Selega, polski hokeista (zm. 2018)
  - Karla Šlechtová, czeska ekonomistka, polityk
- 1978:
  - Ginnifer Goodwin, amerykańska aktorka
  - Blanka Isielonis, polska snowboardzistka
  - Katie Price, brytyjska modelka, aktorka
- 1979:
  - Nestor (Pysyk), ukraiński biskup prawosławny
  - Maggie Q, amerykańska aktorka, modelka pochodzenia polsko-irlandzko-wietnamskiego
  - Igor Sołoszenko, kazachski piłkarz
- 1980:
  - Michał Baranowski, polski politolog, urzędnik państwowy
  - Martin Berberian, ormiański zapaśnik
  - Nazanin Boniadi, brytyjsko-irańska aktorka
  - Chung Kyung-ho, południowokoreański piłkarz
  - Sharice Davids, amerykańska polityk
  - Aleksandre Dochturiszwili, gruziński i uzbecki zapaśnik
  - Rhett Fisher, amerykański aktor, piosenkarz, muzyk, autor tekstów, producent muzyczny
  - Lucy Gordon, brytyjska aktorka (zm. 2009)
  - Róbert Gunnarsson, islandzki piłkarz ręczny
  - Szymon Jadczak, polski dziennikarz, publicysta
  - Daniel Mobaeck, szwedzki piłkarz
  - Tommy Smith, angielski piłkarz
  - Angela Whyte, kanadyjska lekkoatletka, płotkarka
- 1981:
  - Daniel Bryan, amerykański wrestler
  - Eric Butorac, amerykański tenisista
  - Bassel Khartabil, palestyńsko-syryjski programista otwartego oprogramowania, aktywista na rzecz wolnej kultury i demokracji, więzień polityczny (zm. 2015)
  - Joanna Leunis, belgijska tancerka
  - Jürgen Melzer, austriacki tenisista
  - Rosemary Okafor, nigeryjska lekkoatletka, sprinterka
- 1982:
  - Taras Chtiej, rosyjski siatkarz pochodzenia ukraińskiego
  - Hong Yong-jo, północnokoreański piłkarz
  - Apolo Anton Ohno, amerykański łyżwiarz szybki, specjalista short tracku pochodzenia japońskiego
  - Nikołaj Pawłow, rosyjski siatkarz
  - Artur Skowronek, polski piłkarz, trener
  - Enefiok Udo-Obong, nigeryjski lekkoatleta, sprinter
  - Wiktorija Walukiewicz, rosyjska lekkoatletka, trójskoczkini
- 1983:
  - Andrew Byrnes, kanadyjski wioślarz
  - Tomas Tamošauskas, litewski piłkarz
  - Wiktar Zujeu, białoruski bokser
- 1984:
  - Monika Gombar, rumuńska lekkoatletka, tyczkarka
  - Laurence Halsted, brytyjski florecista
  - Karoline Herfurth, niemiecka aktorka
  - Dustin Moskovitz, amerykański przedsiębiorca
  - Bismarck du Plessis, południowoafrykański rugbysta
  - Kamil Wnuk, polski samorządowiec, polityk, poseł na Sejm RP
- 1985:
  - Gloria Asumnu, amerykańska lekkoatletka, sprinterka
  - Tranquillo Barnetta, szwajcarski piłkarz
  - Mauro Boselli, argentyński piłkarz
  - Marc Carter, amerykański koszykarz
  - Alicja Jeromin, polska lekkoatletka, sprinterka
  - Chris Salvatore, amerykański aktor, piosenkarz, model
  - Carlos Valdés, kolumbijski piłkarz
  - Tom Zbikowski, amerykański futbolista pochodzenia polsko-niemieckiego
- 1986:
  - Thanduyise Khuboni, południowoafrykański piłkarz
  - Ołeksij Torochtij, ukraiński sztangista
  - Tetiana Wołosożar, ukraińska łyżwiarka figurowa
- 1987:
  - Szymon Marciniak (pilot rajdowy), polski pilot rajdowy
  - Novak Đoković, serbski tenisista
  - Eda Dündar, turecka siatkarka
  - Kyle Gibson, amerykański koszykarz
  - Biekchan Gojgieriejew, rosyjski zapaśnik
  - Władimir Granat, rosyjski piłkarz
  - Andrew Lauterstein, australijski pływak
  - Tomasz Skirecki, polski anestezjolog (zm. 2025)
  - Arturo Vidal, chilijski piłkarz
- 1988:
  - Pénélope Bonna, francuska judoczka
  - Chase Budinger, amerykański koszykarz
  - Cristian Cominelli, włoski kolarz górski i przełajowy
- 1989:
  - Aleksiej Obmoczajew, rosyjski siatkarz
  - Kasper Zborowski-Weychman, polski wokalista, aktor, prezenter
- 1990:
  - Odina Bayramova, azerska siatkarka
  - Simon Denissel, francuski lekkoatleta, średnio- i długodystansowiec
  - Alexandra Dowling, amerykańska aktorka
  - Carlos Francisco, kubański piłkarz
  - Ewelina Gala, polska koszykarka
  - Melanie Klaffner, austriacka tenisistka
  - Malcolm Lee, amerykański koszykarz
  - Victor Öhling Norberg, szwedzki narciarz dowolny
  - Richard Ortiz, paragwajski piłkarz
  - Mikk Reintam, estoński piłkarz
  - Anna Szczerbata, polska lekkoatletka, skoczkini w dal
- 1991:
  - Jared Cunningham, amerykański koszykarz
  - Maria Dębska, polska aktorka
  - Kim Bub-min, południowokoreański łucznik
  - Magdalena Kozielska, polska biegaczka narciarska
  - Kentin Mahé, francuski piłkarz ręczny
  - Kenny Manigault, amerykański koszykarz
  - Joel Obi, nigeryjski piłkarz
  - Aleksandar Radukić, bośniacki koszykarz
  - Odise Roshi, albański piłkarz
- 1992:
  - Robin Knoche, niemiecki piłkarz
  - Anna Mąka, polska biathlonistka
  - D.J. Newbill, amerykański koszykarz
  - Nikołaj Penczew, bułgarski siatkarz
  - Chinami Tokunaga, japońska piosenkarka
- 1993:
  - Václav Milík, czeski żużlowiec
  - Gabriela Molesztak, polska pisarka, bajkopisarka, multiinstrumentalistka
  - Magomied Ramazanow, rosyjski zapaśnik
- 1994:
  - Joseph Attamah, ghański piłkarz
  - Antoine Brizard, francuski siatkarz
  - Winnie Gofit, nigeryjska zapaśniczka
  - Atina Manukian, grecka piosenkarka, autorka tekstów pochodzenia ormiańskiego
  - Jake McGing, australijski piłkarz
  - Rasmus Nielsen, duński siatkarz
  - Ludovic Robeet, belgijski kolarz szosowy.
  - Miho Takagi, japońska łyżwiarka szybka
  - Kira Toussaint, holenderska pływaczka
- 1995:
  - Dylan Bahamboula, kongijski piłkarz
  - Lucy Bryan, brytyjska lekkoatletka, tyczkarka
  - Yurina Enjo, japońska piłkarka
  - María García, meksykańska zapaśniczka
  - Paul Gerstgraser, austriacki kombinator norweski
  - Mert Matıç, turecki siatkarz pochodzenia bośniackiego
  - Ardhito Pramono, indonezyjski muzyk, aktor
  - Clayton Pye, kanadyjski zapaśnik
  - Francisco Rodríguez, hiszpański piłkarz
  - Johnathan Williams, amerykański koszykarz
- 1996:
  - Eleanor Patterson, australijska lekkoatletka, skoczkini wzwyż
  - Roman Rubinsztejn, białoruski koszykarz
  - Didar Żałmukan, kazachski piłkarz
- 1997:
  - Bridget Carleton, kanadyjska koszykarka
  - Tyler Davis, portorykański koszykarz
  - Brianna Fraser, amerykańska koszykarka
  - Enes Mahmutovic, luksemburski piłkarz pochodzenia czarnogórskiego
  - Lauri Markkanen, fiński koszykarz
  - Roland Sallai, węgierski piłkarz
- 1998:
  - Maksym Łuniow, ukraiński piłkarz
  - Kelland O’Brien, australijski kolarz torowy
  - Dramane Salou, burkiński piłkarz
  - Supachok Sarachat, tajski piłkarz
  - Laulauga Tausaga, amerykańska lekkoatletka, dyskobolka pochodzenia samoańskiego
  - Stiven Vega, kolumbijski piłkarz
- 1999:
  - Camren Bicondova, amerykańska aktorka, tancerka
  - Jules Chappaz, francuski biegacz narciarski
  - Samuel Chukwueze, nigeryjski piłkarz
- 2000:
  - Rafael Camacho, portugalski piłkarz pochodzenia angolskiego
  - Julián Carranza, argentyński piłkarz
  - Maddy Siegrist, amerykańska koszykarka
  - Thibaut Vargas, francuski piłkarz
- 2001:
  - Enzo Barrenechea, argentyński piłkarz
  - Ulrick Eneme Ella, gaboński piłkarz
  - Mykoła Mychajłenko, ukraiński piłkarz
  - Jakub Sadowski, polski koszykarz
  - Isaiah Stewart, amerykański koszykarz pochodzenia jamajskiego
  - Maciej Śliwa, polski piłkarz
  - Joshua Zirkzee, holenderski piłkarz pochodzenia nigeryjskiego
  - Aleksandra Zmierczak, polska koszykarka
- 2002:
  - Matheus Araújo, brazylijski piłkarz
  - Andrés Montaño, meksykański piłkarz
- 2003:
  - Christine Mboma, namibijska lekkoatletka, sprinterka
  - Ibrahim Sulemana, ghański piłkarz
- 2004 – Iwo Wiciński, polski aktor
- 2005 – Julian Fussi, niemiecki skoczek narciarski
- 2006 – Darja Usaczowa, rosyjska łyżwiarka figurowa

## Zmarli
- 192 – Dong Zhuo, chiński dowódca wojskowy (ur. 138)
- 337 – Konstantyn I Wielki, cesarz rzymski (ur. ok. 272)
- 1016 – Jan Włodzimierz, władca Dukli i Trawunii, święty prawosławny (ur. ?)
- 1068 – Go-Reizei, cesarz Japonii (ur. 1025)
- 1153 – Atton z Pistoi, włoski duchowny katolicki, biskup Pistoi (ur. ok. 1070)
- 1310 – Humilitas, włoska zakonnica, mistyczka, założycielka kobiecej kongregacji walombrozjanów, święta (ur. 1226)
- 1455 – Edmund Beaufort, angielski możnowładca (ur. 1406)
- 1457 – Ryta z Cascii, włoska augustianka, święta (ur. 1381)
- 1520 – Andrzej Gorra, polski duchowny katolicki, prawnik, profesor i rektor Akademii Krakowskiej (ur. ?)
- 1540 – Francesco Guicciardini, włoski polityk, historyk (ur. 1483)
- 1547 – Daniel, rosyjski duchowny prawosławny, metropolita moskiewski (ur. ok. 1492)
- 1559 – Virgilio Rosario, włoski duchowny katolicki, biskup Ischii, wikariusz generalny Rzymu, kardynał (ur. 1499)
- 1602 – Renata Lotaryńska, księżna Lotaryngii i Bawarii (ur. 1544)
- 1606 – Heinrich Schwalenberg, niemiecki prawnik, nadworny radca (ur. 1559)
- 1619 – Fabian Konopacki, polski duchowny katolicki (ur. ?)
- 1632 – Erasmus Dryden, angielski arystokrata, polityk (ur. 1553)
- 1645 – Stanisław Pudłowski, polski prawnik, matematyk, fizyk (ur. 1597)
- 1666 – Gaspar Schott, niemiecki jezuita, fizyk, matematyk, filozof przyrody (ur. 1608)
- 1667 – Aleksander VII, papież (ur. 1599)
- 1671 – Aleksander Kazimierz Sapieha, polski duchowny katolicki, biskup wileński i żmudzki, sekretarz królewski (ur. 1624)
- 1697 – Bogusław Aleksander Uniechowski, wojewoda trocki, pisarz ziemski nowogródzki, marszałek Trybunału Głównego Wielkiego Księstwa Litewskiego, poseł na Sejm (ur. ?)
- 1745 – François Marie de Broglie, francuski książę, marszałek Francji (ur. 1671)
- 1760 – Baal Szem Tow, założyciel chasydyzmu (ur. 1698)
- 1762 – Michał Kazimierz Radziwiłł Rybeńko, hetman wielki litewski (ur. 1702)
- 1782 – Fryderyka Karolina, księżniczka Hesji-Darmstadt (ur. 1752)
- 1793 – Józef Miączyński, starosta łosicki, rotmistrz chorągwi pancernej, generał wojsk francuskich (ur. 1743)
- 1795 – Ewald Friedrich von Hertzberg, pruski hrabia, polityk, dyplomata (ur. 1725)
- 1802 – Martha Dandridge Custis Washington, amerykańska pierwsza dama (ur. 1731)
- 1803 – Gerhard Johan von Heidenstam, szwedzki dyplomata (ur. 1747)
- 1819 – Hugh Williamson, amerykański lekarz, polityk (ur. 1735)
- 1822 – Charles Lefebvre-Desnouettes, francuski generał (ur. 1773)
- 1842 – Jane Johnston Schoolcraft, amerykańska poetka pochodzenia irlandzko-indiańskiego (ur. 1800)
- 1849:
  - Maria Edgeworth, brytyjska pisarka (ur. 1767)
  - Girolamo Ramorino, włoski generał (ur. 1792)
- 1856 – Augusin Thierry, francuski historyk (ur. 1795)
- 1857 – Michał Hồ Đình Hy, wietnamski męczennik, święty (ur. ok. 1808)
- 1859 – Ferdynand II Burbon, król Obojga Sycylii (ur. 1810)
- 1862 – Wawrzyniec Ngôn, wietnamski męczennik i święty katolicki (ur. ok. 1840)
- 1864 – Aimable Pélissier, francuski generał, marszałek Francji (ur. 1794)
- 1868:
  - Maria Domenica Brun Barbantini, włoska zakonnica, błogosławiona (ur. 1789)
  - Julius Plücker, niemiecki matematyk, fizyk (ur. 1801)
- 1871:
  - Jean-François Cail, francuski przedsiębiorca, inżynier, konstruktor (ur. 1804)
  - Friedrich Halm, austriacki pisarz (ur. 1806)
- 1873:
  - Alessandro Manzoni, włoski pisarz (ur. 1785)
  - Pehr George Scheutz, szwedzki prawnik, drukarz, wydawca (ur. 1785)
- 1874 – Maria Kalergis, polska pianistka, mecenas sztuki (ur. 1822)
- 1881 – Friedrich Kasiski, niemiecki kryptolog, archeolog (ur. 1805)
- 1885:
  - Jacques Antoine Charles Bresse, francuski inżynier, budowniczy dróg i mostów (ur. 1822)
  - Victor Hugo, francuski prozaik, poeta, dramaturg, polityk (ur. 1802)
- 1889 – Eugène Véron, francuski estetyk, teoretyk sztuki, pisarz, publicysta (ur. 1825)
- 1898:
  - Edward Bellamy, amerykański pisarz (ur. 1850)
  - Spencer Horatio Walpole, brytyjski polityk (ur. 1806)
- 1899:
  - Franciszek Maciej Gluziński, polski lekarz (ur. 1823)
  - Otto Menzel, niemiecki dyrektor górniczy i hutniczy, oficer pionierski (ur. 1836)[4]
- 1900:
  - Sofroniusz III, cypryjski duchowny prawosławny, arcybiskup Nowej Justyniany i całego Cypru (ur. 1826)
  - William Lindley, brytyjski inżynier (ur. 1808)
- 1901:
  - Gaetano Bresci, włoski anarchista, zamachowiec (ur. 1869)
  - Tomasz Drobnik, polski chirurg, działacz społeczny (ur. 1858)
  - Hermann Fränkel, niemiecki przemysłowiec, dyplomata (ur. 1844)
- 1902 – Lilly Martin Spencer, amerykańska malarka pochodzenia brytyjskiego (ur. 1822)
- 1903:
  - Misao Fujimura, japoński student, poeta (ur. 1886)
  - Theodor Reichmann, niemiecki śpiewak operowy (baryton) (ur. 1849)
- 1904 – Leon Nencki, polski lekarz, chemik, bakteriolog (ur. 1848)
- 1907:
  - Zsigmond Bubics, węgierski duchowny katolicki, biskup koszycki, malarz (ur. 1821)
  - Jakub Ettinger, polski okulista pochodzenia żydowskiego (ur. 1870)
- 1909 – Henryk Stoy, polski inżynier, budowniczy (ur. ok. 1857)
- 1910 – Jules Renard, francuski prozaik, dramaturg (ur. 1864)
- 1913 – Edward Gibson, brytyjski arystokrata, polityk (ur. 1837)
- 1915:
  - Mieczysław Brodowski, polski działacz socjalistyczny i niepodległościowy, żołnierz Legionów Polskich (ur. 1888)
  - Józef Dyląg, polski żołnierz Legionów Polskich (ur. 1896)
  - Stanisław Radzikowski, polski żołnierz Legionów Polskich (ur. 1893) (ur. 1896)
- 1916 – Helena Rzepecka, polska nauczycielka, publicystka, działaczka społeczna i niepodległościowa (ur. 1863)
- 1918 – Sofia Hjulgrén, fińska szwaczka, działaczka ruchu robotniczego, polityk (ur. 1875)
- 1919:
  - Józef Lema, polski kapral (ur. 1897)
  - Ostap Nyżankiwski, ukraiński duchowny greckokatolicki, działacz społeczny, polityk, kompozytor, dyrygent (ur. 1863)
  - Władysław Struszkiewicz, polski ziemianin, polityk (ur. 1846)
- 1920 – Stanisław Klemensiewicz, polski entomolog-lepidopterolog (ur. 1854)
- 1924 – Wiktor Nogin, radziecki polityk (ur. 1878)
- 1925 – John French, brytyjski marszałek polny (ur. 1852)
- 1927 – Émile Thubron, francuski motorowodniak (ur. 1861)
- 1928:
  - Innocenty (Jastriebow), rosyjski duchowny prawosławny, arcybiskup astrachański (ur. 1867)
  - Adolf Warchałowski, austriacki konstruktor lotniczy pochodzenia polskiego (ur. 1886)
- 1929:
  - Ludwik Baldwin-Ramułt, polski architekt (ur. 1857)
  - Edward Pigot, australijski jezuita, astronom, meteorolog, sejsmolog pochodzenia irlandzkiego (ur. 1858)
- 1932:
  - Isabella Augusta Gregory, irlandzka dramatopisarka (ur. 1852)
  - Eben Wever Martin, amerykański polityk (ur. 1855)
- 1933:
  - Sándor Ferenczi, węgierski neurolog, psychoanalityk pochodzenia żydowskiego (ur. 1873)
  - Jarosław Leitgeber, polski księgarz, wydawca (ur. 1848)
- 1934 – Jerzy Karol Kurnatowski, polski prawnik, ekonomista, wykładowca akademicki (ur. 1874)
- 1935 – Marceli Harasimowicz, polski malarz (ur. 1859)
- 1937:
  - Edmund Bieder, polski nauczyciel, porucznik kawalerii, poeta, publicysta (ur. 1874)
  - Maria Paruszewska, polska poetka, działaczka kulturalna (ur. 1864)
- 1938:
  - Antoni Bronikowski, polski podporucznik, weteran powstania styczniowego (ur. 1843)
  - William Glackens, amerykański malarz (ur. 1870)
  - Amalia Kasprowicz, polska aktorka, śpiewaczka operowa (ur. 1854)
  - Víctor Morales, chilijski piłkarz (ur. 1905)
- 1939:
  - Jiří Mahen, czeski poeta, prozaik, dramaturg, publicysta, reżyser teatralny (ur. 1882)
  - Ernst Toller, niemiecki dramaturg, rewolucjonista pochodzenia żydowskiego (ur. 1893)
- 1942:
  - Tateo Katō, japoński pilot wojskowy, as myśliwski (ur. 1903)
  - Adam Próchnik, polski działacz socjalistyczny i oświatowy, historyk, polityk, poseł na Sejm RP (ur. 1892)
  - Kazimierz Smoroński, polski redemptorysta, biblista, Sługa Boży (ur. 1889)
- 1943:
  - Joseph Bach, francuski duchowny katolicki, misjonarz, biskup, wikariusz apostolski Wysp Gilberta (ur. 1872)
  - Szymon Kataszek, polski pianista, kompozytor (ur. 1898)
  - Antoni Kłosiński, polski major obserwator (ur. 1904)
  - Jan Kryst, polski żołnierz AK, zamachowiec (ur. 1922)
  - Helen Taft, amerykańska pierwsza dama (ur. 1861)
- 1944:
  - Józef Chlipała, polski kapitan piechoty (ur. 1907)
  - Tadeusz Franciszek Kulikowski, polski kapral (ur. 1924)
  - Władysław Majcher, polski kapral podchorąży piechoty (ur. 1920)
  - Stanisław Jan Majewski, polski inżynier, przemysłowiec, pisarz, polityk, poseł na Sejm RP (ur. 1860)
  - Aron Szejnman, radziecki polityk pochodzenia żydowskiego (ur. 1886)
  - Ludomir Tarkowski, polski major (ur. 1897)
  - Adolf Tortilowicz von Batocki-Friebe, niemiecki prawnik, politolog, polityk pochodzenia litewskiego (ur. 1868)
- 1945:
  - Jan Nepomucen Godlewski, polski lekarz, działacz społeczny, polityczny i niepodległościowy (ur. 1865)
  - Frank Parks, brytyjski bokser (ur. 1875)
  - Teodor Vieweger, polski biolog, wykładowca akademicki (ur. 1888)
  - Albert Wywerka, polski operator filmowy (ur. 1894)
- 1946:
  - Karl Hermann Frank, niemiecki funkcjonariusz i zbrodniarz nazistowski (ur. 1898)
  - Isaac Grünewald, szwedzki malarz pochodzenia żydowskiego (ur. 1889)
  - Henning Eiler Petersen, duński botanik, mykolog, wykładowca akademicki (ur. 1877)
- 1947:
  - Lloyd Osbourne, amerykański pisarz (ur. 1868)
  - Wiktor Osipow, rosyjski neurolog, psychiatra, wykładowca akademicki (ur. 1871)
- 1948:
  - Christian Thams, norweski architekt, przedsiębiorca, dyplomata (ur. 1867)
  - Jeorjos Tsolakoglu, grecki generał, polityk, premier rządu kolaboracyjnego (ur. 1886)
- 1949:
  - James Forrestal, amerykański polityk pochodzenia irlandzkiego (ur. 1892)
  - Witold Łaszczyński, polski pisarz (ur. 1872)
- 1950:
  - Józef Jan Krukierek, polski pedagog, działacz społeczny, publicysta (ur. 1888)
  - Alfonso Quiñónez Molina, salwadorski polityk, wiceprezydent i prezydent Salwadoru (ur. 1874)
- 1951 – Roland Jacobi, węgierski tenisista stołowy (ur. 1893)
- 1952:
  - Piotr Jermakow, radziecki funkcjonariusz Czeki (ur. 1884)
  - Wenceslaus Kinold, niemiecki duchowny katolicki, misjonarz, biskup, prefekt i wikariusz apostolski Sapporo (ur. 1871)
  - Władysław Kłosiński, polski pedagog, autor podręczników (ur. 1880)
  - Józef Targowski, polski dyplomata, polityk, poseł na Sejm i senator RP (ur. 1883)
- 1953 – Feliks Michałkowski, polski podpułkownik (ur. 1907)
- 1954 – Robert Howard Lord, amerykański duchowny katolicki, historyk (ur. 1885)
- 1955:
  - Richard Gallagher, amerykański aktor (ur. 1891)
  - Nene Hatun, turecka bohaterka narodowa (ur. 1857)
- 1956:
  - Ion Călugăru, rumuński prozaik, dramaturg, publicysta, tłumacz pochodzenia żydowskiego (ur. 1902)
  - Walther Kossel, niemiecki fizykochemik, wykładowca akademicki (ur. 1888)
  - Mieczysław Marchlewski, polski prawnik, dyplomata (ur. 1885)
- 1957:
  - George Bacovia, rumuński poeta (ur. 1881)
  - Jochem van Bruggen, południowoafrykański pisarz pochodzenia holenderskiego (ur. 1881)
- 1958 – Herbert Palmer, brytyjski urzędnik kolonialny, gubernator Cypru i Gambii (ur. 1877)
- 1959:
  - Antonio Cámpolo, urugwajski piłkarz (ur. 1897)
  - Yoshioka Yayoi, japońska lekarka, feministka (ur. 1871)
- 1960 – Leonid Griszczuk, radziecki polityk (ur. 1906)
- 1961:
  - Joan Davis, amerykańska aktorka (ur. 1907)
  - Jerzy Uszycki, polski podpułkownik łączności (ur. 1893)
- 1962:
  - Benedykt Dąbrowski, polski pilot wojskowy i komunikacyjny (ur. 1920)
  - Jan Pasiak, polski działacz ludowy, pułkownik, komendant Okręgu Lublin BCh, nauczyciel (ur. 1914)
- 1963 – Ivan Brown, amerykański bobsleista (ur. 1908)
- 1964:
  - Istifan Rusti, egipski aktor, reżyser i scenarzysta filmowy (ur. 1891)
  - Siergiej Szebalin, radziecki pilot wojskowy, kolaborant (ur. 1890)
  - Michał Tokarzewski-Karaszewicz, polski generał dywizji, dowódca SZP, komendant ZWZ na obszarze Polski pod okupacją sowiecką, wolnomularz, teozof (ur. 1893)
- 1965:
  - Feliks Fonferko, polski działacz socjalistyczny i komunistyczny (ur. 1891)
  - Anastazy (Gribanowski), rosyjski biskup prawosławny, zwierzchnik Rosyjskiego Kościoła Prawosławnego poza granicami Rosji (ur. 1873)
  - Nikolai Puusepp, estoński polityk komunistyczny (ur. 1905)
- 1966:
  - Olavi Rove, fiński gimnastyk (ur. 1915)
  - Andriej Trietjakow, radziecki polityk (ur. 1905)
- 1967:
  - Langston Hughes, amerykański poeta, prozaik, dramaturg, felietonista (ur. 1902)
  - Josip Plemelj, słoweński matematyk, wykładowca akademicki (ur. 1873)
  - Henricus Cornelius Rümke, holenderski psychiatra, wykładowca akademicki (ur. 1893)
- 1968 – Erik Friborg, szwedzki kolarz szosowy (ur. 1893)
- 1969 – Siemion Arałow, radziecki pułkownik, szef GRU (ur. 1880)
- 1970 – Goodwin Knight, amerykański polityk, gubernator Kalifornii (ur. 1896)
- 1971:
  - Rajmund Barański, polski lekarz, polityk, minister zdrowia i opieki społecznej (ur. 1894)
  - Gieorgij Sidamonidze, rosyjski generał pochodzenia gruzińskiego (ur. 1896)
- 1972:
  - Cecil Day-Lewis, irlandzki poeta, prozaik (ur. 1904)
  - Margaret Rutherford, brytyjska aktorka (ur. 1892)
- 1973 – Jan Hynek, polski hutnik, działacz komunistyczny (ur. 1899)
- 1974 – Bernard James Murphy, kanadyjski duchowny katolicki, zmartwychwstaniec, misjonarz, biskup Hamilton na Bermudach (ur. 1918)
- 1975 – Lefty Grove, amerykański baseballista (ur. 1900)
- 1977:
  - Józef Grabowski, polski historyk sztuki, muzealnik (ur. 1901)
  - Józef Wiatr, polski generał brygady (ur. 1889)
- 1978 – Joe Colombo, amerykański gangster (ur. 1914)
- 1979 – Kurt Jooss, niemiecki tancerz, choreograf (ur. 1901)
- 1980 – Aleksander Gąssowski, polski aktor, reżyser teatralny (ur. 1910)
- 1981 – Jerzy Olszewski, polski inżynier chemik, polityk (ur. 1921)
- 1982:
  - Hans Mock, austriacki piłkarz (ur. 1906)
  - Cevdet Sunay, turecki generał, polityk, prezydent Turcji (ur. 1899)
  - Afanasij Szylin, radziecki generał porucznik (ur. 1924)
- 1983 – Albert Claude, belgijski biolog, lekarz, cytolog, laureat Nagrody Nobla (ur. 1899)
- 1984:
  - Karl-August Fagerholm, fiński dziennikarz, związkowiec, polityk, premier Finlandii pochodzenia szwedzkiego (ur. 1901)
  - Laurent Grimmonprez, belgijski piłkarz (ur. 1902)
  - Kazimierz Iranek-Osmecki, polski pułkownik dyplomowany piechoty (ur. 1897)
  - John Marley, amerykański aktor (ur. 1907)
  - Walerij Woronin, radziecki piłkarz (ur. 1939)
- 1985 – Aleksandr Babajew, radziecki generał pułkownik lotnictwa (ur. 1923)
- 1986:
  - James Gentle, amerykański piłkarz (ur. 1904)
  - Umar at-Tilmisani, egipski prawnik, polityk (ur. 1904)
- 1987 – Kazimierz Narutowicz, litewski agronom, polityk pochodzenia polskiego (ur. 1904)
- 1988 – Giorgio Almirante, włoski polityk (ur. 1914)
- 1989 – Rush Rhees, brytyjski filozof (ur. 1905)
- 1990:
  - Rocky Graziano, amerykański bokser (ur. 1919)
  - Leonid Kuliczenko, radziecki polityk (ur. 1913)
  - Czesław Przybyła, polski aktor (ur. 1921)
- 1991:
  - Derrick Henry Lehmer, amerykański matematyk (ur. 1905)
  - Stan Mortensen, angielski piłkarz (ur. 1921)
- 1992:
  - Tony Accardo, amerykański gangster pochodzenia włoskiego (ur. 1906)
  - Zellig Sabbetai Harris, amerykański językoznawca pochodzenia żydowskiego (ur. 1909)
- 1993:
  - Mieczysław Horszowski, polski pianista (ur. 1892)
  - Władimir Promysłow, radziecki polityk (ur. 1908)
- 1994:
  - Eligia Bąkowska, polska tłumaczka, redaktorka, nauczycielka (ur. 1907)
  - Norman Read, nowozelandzki lekkoatleta, chodziarz (ur. 1931)
- 1996 – Maurice Piot, francuski szablista (ur. 1912)
- 1997:
  - Zbigniew Bartosiewicz, polski aktor niezawodowy (ur. 1930)
  - Alfred Day Hershey, amerykański mikrobiolog, genetyk, laureat Nagrody Nobla (ur. 1908)
  - Stanisław Swianiewicz, polski ekonomista, historyk, świadek zbrodni katyńskiej, sowietolog, pisarz, wykładowca akademicki (ur. 1899)
- 1998:
  - Lucjan Dembiński, polski aktor-lalkarz, reżyser i scenarzysta filmów animowanych (ur. 1924)
  - John Derek, amerykański aktor, reżyser i producent filmowy (ur. 1926)
  - Francisco Lucas Pires, portugalski prawnik, polityk (ur. 1944)
- 2000 – Krzysztof Boruń, polski pisarz science fiction, popularyzator nauki, parapsycholog (ur. 1923)
- 2001:
  - Jenő Fock, węgierski polityk, premier Węgier (ur. 1916)
  - Leamon King, amerykański lekkoatleta, sprinter (ur. 1936)
  - Jack Watling, brytyjski aktor (ur. 1923)
- 2002:
  - Władysław Majewski, polski pracownik naukowy, polityk, minister łączności (ur. 1933)
  - Alexandru Todea, rumuński duchowny katolicki rytu bizantyjskiego, arcybiskup Fogarasz i Alba Iulia, kardynał (ur. 1912)
- 2003 – Maria Danilewicz Zielińska, polska pisarka, krytyk literacki (ur. 1907)
- 2004:
  - Michaił Karczmit, białoruski inżynier mechanik, polityk (ur. 1949)
  - Despina Kechajowa, bułgarska artystka cyrkowa (ur. 1972)
  - Michaił Woronin, rosyjski gimnastyk (ur. 1945)
- 2005 – Charilaos Florakis, grecki działacz komunistyczny (ur. 1914)
- 2006:
  - Hamza El Din, nubijski muzyk, kompozytor (ur. 1929)
  - Stanisław Haraschin, polski muzykolog, wydawca (ur. 1922)
  - Henry Landauer, amerykański sędzia piłkarski pochodzenia niemieckiego (ur. 1929)
  - Lee Jong-wook, południowokoreański lekarz, dyrektor generalny WHO (ur. 1945)
  - Kōichirō Tomita, japoński astronom (ur. 1925)
- 2007:
  - Erik Gaardhøje, duński piłkarz, bramkarz (ur. 1938)
  - Wojciech Wieczorkiewicz, polski reżyser teatrów lalkowych i filmów animowanych (ur. 1934)
- 2009:
  - Roman Bugaj, polski chemik, wykładowca akademicki (ur. 1922)
  - Jan Grajewski, polski prawnik, wykładowca akademicki (ur. 1932)
  - Maria de Hernandez-Paluch, polska dziennikarka, publicystka, działaczka opozycji antykomunistycznej (ur. 1947)
- 2010:
  - Martin Gardner, amerykański dziennikarz, popularyzator nauki (ur. 1914)
  - Josef Koukl, czeski duchowny katolicki, biskup litomierzycki (ur. 1926)
  - Buz Lukens, amerykański polityk (ur. 1931)
  - Gane Todorowski, macedoński poeta, tłumacz, krytyk literacki (ur. 1929)
- 2011:
  - Jan Derksen, holenderski kolarz szosowy i torowy (ur. 1919)
  - Matej Ferjan, słoweński żużlowiec (ur. 1977)
- 2012:
  - Francisco Ferreira de Aguiar, brazylijski piłkarz, trener (ur. 1930)
  - Henrik Kalocsai, węgierski lekkoatleta, skoczek w dal i trójskoczek (ur. 1940)
  - Zbigniew Podbielkowski, polski botanik (ur. 1921)
  - Edmund Potrzebowski, polski lekkoatleta, średniodystansowiec (ur. 1926)
  - Bolesław Sulik, polski reżyser, scenarzysta, dziennikarz, przewodniczący KRRiT (ur. 1929)
- 2013:
  - Henri Dutilleux, francuski kompozytor (ur. 1916)
  - Danuta Hahn, polska architekt (ur. 1922)
- 2014:
  - Imre Gedővári, węgierski szablista (ur. 1951)
  - Józef Świder, polski kompozytor, pedagog (ur. 1930)
  - Dragoljub Velimirović, serbski szachista (ur. 1942)
- 2015:
  - Marques Haynes, amerykański koszykarz (ur. 1926)
  - Arne Pander, duński żużlowiec (ur. 1931)
- 2016:
  - Lucjan Avgustini, albański duchowny katolicki, biskup Sapy (ur. 1963)
  - Adolf Born, czeski malarz, ilustrator, karykaturzysta (ur. 1930)
  - Velimir Sombolac, serbski piłkarz (ur. 1939)
  - Velimir Bata Živojinović, serbski aktor, polityk (ur. 1933)
- 2017:
  - Azmi ad-Dakka, palestyński dyplomata (ur. 1960)
  - Nicky Hayden, amerykański motocyklista wyścigowy (ur. 1981)
  - Wiktor Kuprejczyk, białoruski szachista (ur. 1949)
  - Dina Merrill, amerykańska aktorka (ur. 1923)
  - Władimir Pierieturin, rosyjski piłkarz, komentator sportowy (ur. 1938)
  - Paweł Pierściński, polski fotografik (ur. 1938)
  - Piotr Puławski, polski wokalista, gitarzysta (ur. 1941)
  - Lars-Erik Skiöld, szwedzki zapaśnik (ur. 1952)
  - Zbigniew Wodecki, polski piosenkarz, instrumentalista, kompozytor, aranżer, aktor, prezenter telewizyjny (ur. 1950)
- 2018:
  - Jurij Kucenko, rosyjski lekkoatleta, wieloboista (ur. 1952)
  - Júlio Pomar, portugalski malarz, ilustrator książek (ur. 1926)
  - Philip Roth, amerykański pisarz (ur. 1933)
  - Daniela Samulski, niemiecka pływaczka (ur. 1984)
- 2019:
  - Eduard Punset, hiszpański ekonomista, polityk (ur. 1936)
  - Rafał Urbacki, polski reżyser teatralny, choreograf (ur. 1984)
- 2020:
  - Ashley Cooper, australijski tenisista (ur. 1936)
  - Mory Kanté, gwinejski wokalista, muzyk (ur. 1950)
  - Anatolij Matwijenko, ukraiński inżynier mechanik, polityk, premier Krymu (ur. 1953)
  - Miljan Mrdaković, serbski piłkarz (ur. 1982)
  - Luigi Simoni, włoski piłkarz, trener (ur. 1939)
  - Jerry Sloan, amerykański koszykarz, trener (ur. 1942)
- 2021:
  - Francesc Arnau, hiszpański piłkarz (ur. 1975)
  - Edminas Bagdonas, litewski dyplomata (ur. 1963)
  - Jorge Larrañaga, urugwajski prawnik, polityk, burmistrz departamentu Paysandú (ur. 1956)
  - Robert Marchand, francuski kolarz szosowy (ur. 1911)
  - André Ribeiro, brazylijski kierowca wyścigowy (ur. 1966)
  - Marek Trončinský, czeski hokeista (ur. 1988)
- 2022:
  - Hakim Bey, amerykański pisarz, historyk kultury (ur. 1945)
  - Kanamat Botaszew, rosyjski generał major pilot (ur. 1959)
  - József Duró, węgierski piłkarz (ur. 1966)
  - Mohammad Ibrahim Kederi, afgański zapaśnik (ur. 1940)
  - Anna Rajner, polska pielęgniarka, działaczka samorządowa (ur. 1934)
- 2023:
  - Vágner Benazzi, brazylijski piłkarz, trener (ur. 1954)
  - Ildar Garifullin, rosyjski kombinator norweski (ur. 1963)
  - Elias Saba, libański ekonomista, polityk, minister finansów, minister obrony (ur. 1932)
  - Bronisław Surmiak, polski aktor (ur. 1933)
- 2024:
  - Marie-France Garaud, francuska prawnik, polityk, eurodeputowana (ur. 1934)
  - Darryl Hickman, amerykański aktor (ur. 1931)
  - Janusz Mazurek, polski prawnik, polityk, senator RP (ur. 1943)
  - Othon Valentim Filho, brazylijski piłkarz, trener (ur. 1944)
  - Witalis Skorupka, polski pułkownik, żołnierz AK, działacz kombatancki (ur. 1923)
  - David Wilkie, brytyjski pływak (ur. 1954)
- 2025:
  - Kazimierz Augustynek, polski historyk, biegacz narciarski (ur. 1938)
  - Guy Klucevsek, amerykański akordeonista jazzowy, kompozytor (ur. 1947)
  - Alasdair MacIntyre, brytyjski filozof, etyk, historyk idei (ur. 1929)
  - Georgia O'Connor, brytyjska bokserka (ur. 2000)
  - Alfredo Palacio, ekwadorski kardiolog, polityk, minister zdrowia, tymczasowy prezydent Ekwadoru (ur. 1939)